# Interlands IJslands voetbalelftal 1950-1959
Deze pagina toont een chronologisch en gedetailleerd overzicht van de interlands die het IJslands voetbalelftal heeft gespeeld in de periode 1950 – 1959.

## Interlands

### 1950
Geen interlands gespeeld

### 1951
|                                                                  |                                                                                         |       |                                                          |                                                                                  |
| 29 juni Vriendschappelijk № 5 «onderlinge duels» 21:00 uur (UTC) | IJsland                                                                                 | 4 – 3 | Zweden                                                   | Melavöllur, Reykjavik Toeschouwers: 5.634 Scheidsrechter: Guðjón Einarsson (ISL) |
| 29 juni Vriendschappelijk № 5 «onderlinge duels» 21:00 uur (UTC) | Ríkharður Jónsson 32' Ríkharður Jónsson 38' Ríkharður Jónsson 49' Ríkharður Jónsson 82' |       | 55' Per-Olof Larsson 62' Åke Jönsson 87' Frank Jacobsson | Melavöllur, Reykjavik Toeschouwers: 5.634 Scheidsrechter: Guðjón Einarsson (ISL) |

|                                                                    |                                                                   |       |                       |                                                                                       |
| 26 juli Vriendschappelijk № 6 «onderlinge duels» 19:00 uur (UTC+1) | Noorwegen                                                         | 3 – 1 | IJsland               | Lerkendalstadion, Trondheim Toeschouwers: 17.000 Scheidsrechter: Helge Andersen (DEN) |
| 26 juli Vriendschappelijk № 6 «onderlinge duels» 19:00 uur (UTC+1) | Harald Hennum 44' Haukur Bjarnason 81' (e.d.) Ragnar Hvidsten 90' |       | 52' Ríkharður Jónsson | Lerkendalstadion, Trondheim Toeschouwers: 17.000 Scheidsrechter: Helge Andersen (DEN) |

### 1952
Geen interlands gespeeld

### 1953
|                                                                    |                                                              |       |            |                                                                              |
| 29 juni Vriendschappelijk № 7 «onderlinge duels» 20:30 uur (UTC+1) | IJsland                                                      | 3 – 4 | Oostenrijk | Melavöllur, Reykjavik Toeschouwers: 6.095 Scheidsrechter: Josef Larsen (NOR) |
| 29 juni Vriendschappelijk № 7 «onderlinge duels» 20:30 uur (UTC+1) | Þórður Þórðarson 7' Sveinn Teitsson 16' Reynir Þórðarson 35' |       |            | Melavöllur, Reykjavik Toeschouwers: 6.095 Scheidsrechter: Josef Larsen (NOR) |

|                                                                       |                                                                                 |       |         |                                                                                  |
| 9 augustus Vriendschappelijk № 8 «onderlinge duels» 13:00 uur (UTC+1) | Denemarken                                                                      | 4 – 0 | IJsland | Idrætsparken, Kopenhagen Toeschouwers: 19.800 Scheidsrechter: John Nilsson (SWE) |
| 9 augustus Vriendschappelijk № 8 «onderlinge duels» 13:00 uur (UTC+1) | Holger Seebach 43' Holger Seebach 58' Holger Seebach 66' Erik Hansen 85' (pen.) |       |         | Idrætsparken, Kopenhagen Toeschouwers: 19.800 Scheidsrechter: John Nilsson (SWE) |

|                                                                        |                                                            |       |                       |                                                                                     |
| 13 augustus Vriendschappelijk № 9 «onderlinge duels» 18:30 uur (UTC+1) | Noorwegen                                                  | 3 – 1 | IJsland               | Brannstadion, Bergen Toeschouwers: 12.000 Scheidsrechter: John Erik Andersson (SWE) |
| 13 augustus Vriendschappelijk № 9 «onderlinge duels» 18:30 uur (UTC+1) | Kjell Kristiansen 8' Gunnar Dybwad 15' Gunnar Thoresen 23' |       | 43' Gunnar Gunnarsson | Brannstadion, Bergen Toeschouwers: 12.000 Scheidsrechter: John Erik Andersson (SWE) |

### 1954
|                                                                  |                      |       |           |                                                                                  |
| 4 juli Vriendschappelijk № 10 «onderlinge duels» 20:30 uur (UTC) | IJsland              | 1 – 0 | Noorwegen | Melavöllur, Reykjavik Toeschouwers: 7.500 Scheidsrechter: Guðjón Einarsson (ISL) |
| 4 juli Vriendschappelijk № 10 «onderlinge duels» 20:30 uur (UTC) | Þórður Þórðarson 29' |       |           | Melavöllur, Reykjavik Toeschouwers: 7.500 Scheidsrechter: Guðjón Einarsson (ISL) |

|                                                                         |                                                        |       |                                            |                                                                                    |
| 24 augustus Vriendschappelijk № 11 «onderlinge duels» 18:00 uur (UTC+1) | Zweden                                                 | 3 – 2 | IJsland                                    | Fredriksskans IP, Kalmar Toeschouwers: 14.066 Scheidsrechter: Aksel Asmussen (DEN) |
| 24 augustus Vriendschappelijk № 11 «onderlinge duels» 18:00 uur (UTC+1) | John Eriksson 15' Gösta Sandberg 34' John Eriksson 88' |       | 61' Þórður Þórðarson 78' Ríkharður Jónsson | Fredriksskans IP, Kalmar Toeschouwers: 14.066 Scheidsrechter: Aksel Asmussen (DEN) |

### 1955
|                                                                  |         |                                                                     |            |                                                                                   |
| 3 juli Vriendschappelijk № 12 «onderlinge duels» 20:00 uur (UTC) | IJsland | 0 – 4                                                               | Denemarken | Melavöllur, Reykjavik Toeschouwers: 10.280 Scheidsrechter: Petter Gundersen (NOR) |
| 3 juli Vriendschappelijk № 12 «onderlinge duels» 20:00 uur (UTC) |         | 30' Aage Jensen 37' Jens Hansen 50' Poul Pedersen 74' Poul Pedersen |            | Melavöllur, Reykjavik Toeschouwers: 10.280 Scheidsrechter: Petter Gundersen (NOR) |

|                                                                       |                                                                    |       |                                     |                                                                               |
| 25 augustus Vriendschappelijk № 13 «onderlinge duels» 19:30 uur (UTC) | IJsland                                                            | 3 – 2 | Verenigde Staten                    | Melavöllur, Reykjavik Toeschouwers: 9.500 Scheidsrechter: Ludvig Jørkov (DEN) |
| 25 augustus Vriendschappelijk № 13 «onderlinge duels» 19:30 uur (UTC) | Þórður Þórðarson 35' Gunnar Guðmannsson 55' Gunnar Guðmannsson 85' |       | 41' William Looby 76' William Looby | Melavöllur, Reykjavik Toeschouwers: 9.500 Scheidsrechter: Ludvig Jørkov (DEN) |

### 1956
|                                                                     |                                 |       |                              |                                                                                     |
| 29 juni Vriendschappelijk № 14 «onderlinge duels» 19:00 uur (UTC+2) | Finland                         | 2 – 1 | IJsland                      | Olympisch Stadion, Helsinki Toeschouwers: 12.108 Scheidsrechter: Sven Rydberg (SWE) |
| 29 juni Vriendschappelijk № 14 «onderlinge duels» 19:00 uur (UTC+2) | Olli Forsgren 39' Olli Forsgren |       | 12' (pen.) Ríkharður Jónsson | Olympisch Stadion, Helsinki Toeschouwers: 12.108 Scheidsrechter: Sven Rydberg (SWE) |

|                                                      |                                          |       |          |                                                                                |
| 7 augustus Vriendschappelijk № 15 «onderlinge duels» | IJsland                                  | 2 – 3 | Engeland | Melavöllur, Reykjavik Toeschouwers: 7.500 Scheidsrechter: Aksel Asmussen (DEN) |
| 7 augustus Vriendschappelijk № 15 «onderlinge duels» | Þórður Jónsson 37' Ríkharður Jónsson 55' |       | ?        | Melavöllur, Reykjavik Toeschouwers: 7.500 Scheidsrechter: Aksel Asmussen (DEN) |

### 1957
|                                                                       | |       |         |                                                                                |
| 2 juni WK 1958 kwalificatie № 16 «onderlinge duels» 15:00 uur (UTC+1) | Frankrijk | 8 – 0 | IJsland | Stade Malakoff, Nantes Toeschouwers: 15.080 Scheidsrechter: Arthur Ellis (ENG) |
| 2 juni WK 1958 kwalificatie № 16 «onderlinge duels» 15:00 uur (UTC+1) | Célestin Oliver 6' Célestin Oliver 11' Jean Vincent 29' René Dereuddre 36' Roger Piantoni 45' Saïd Brahimi 49' Roger Piantoni 81' Jean Vincent 83' |       |         | Stade Malakoff, Nantes Toeschouwers: 15.080 Scheidsrechter: Arthur Ellis (ENG) |

|                                                                       | |       |                                                                 |                                                                                    |
| 5 juni WK 1958 kwalificatie № 17 «onderlinge duels» 18:30 uur (UTC+1) | België | 8 – 3 | IJsland                                                         | Stade du Heysel, Brussel Toeschouwers: 6.792 Scheidsrechter: Adolphe Blitgen (LUX) |
| 5 juni WK 1958 kwalificatie № 17 «onderlinge duels» 18:30 uur (UTC+1) | Richard Orlans 4' André Piters 11' Paul van den Berg 12' Victor Mees 22' Victor Mees 26' Rik Coppens 42' Rik Coppens 44' (pen.) Richard Orlans 57' |       | 33' Þórður Þórðarson 77' Þórður Þórðarson 81' Ríkharður Jónsson | Stade du Heysel, Brussel Toeschouwers: 6.792 Scheidsrechter: Adolphe Blitgen (LUX) |

| |         |                                                          |           |                                                                                         |
| 8 juli Vriendschappelijk Toernooi 10-jarig jubileum IJslandse Voetbalbond № 18 «onderlinge duels» 20:30 uur (UTC) | IJsland | 0 – 3                                                    | Noorwegen | Laugardalsvöllur, Reykjavik Toeschouwers: 12.600 Scheidsrechter: Guðjón Einarsson (ISL) |
| 8 juli Vriendschappelijk Toernooi 10-jarig jubileum IJslandse Voetbalbond № 18 «onderlinge duels» 20:30 uur (UTC) |         | 5' Arne Legernes 40' Kjell Kristiansen 69' Gunnar Dybwad |           | Laugardalsvöllur, Reykjavik Toeschouwers: 12.600 Scheidsrechter: Guðjón Einarsson (ISL) |

| |                                           |       |                                                                                                  |                                                                                      |
| 10 juli Vriendschappelijk Toernooi 10-jarig jubileum IJslandse Voetbalbond № 19 «onderlinge duels» 20:30 uur (UTC) | IJsland                                   | 2 – 6 | Denemarken                                                                                       | Laugardalsvöllur, Reykjavik Toeschouwers: 8.000 Scheidsrechter: Bobby Davidson (SCO) |
| 10 juli Vriendschappelijk Toernooi 10-jarig jubileum IJslandse Voetbalbond № 19 «onderlinge duels» 20:30 uur (UTC) | Ríkharður Jónsson 4' Þórður Þórðarson 49' |       | 5' Egon Jensen 39' Poul Pedersen 41' Egon Jensen 52' Jens Hansen 73' Jens Hansen 80' Egon Jensen | Laugardalsvöllur, Reykjavik Toeschouwers: 8.000 Scheidsrechter: Bobby Davidson (SCO) |

|                                                                          |                    |       |                                                                                                   |                                                                                      |
| 1 september WK 1958 kwalificatie № 20 «onderlinge duels» 16:30 uur (UTC) | IJsland            | 1 – 5 | Frankrijk                                                                                         | Laugardalsvöllur, Reykjavik Toeschouwers: 8.000 Scheidsrechter: Bobby Davidson (SCO) |
| 1 september WK 1958 kwalificatie № 20 «onderlinge duels» 16:30 uur (UTC) | Þórður Jónsson 64' |       | 29' Thadée Cisowski 32' Thadée Cisowski 48' Joseph Ujlaki 53' Maryan Wisniewski 66' Joseph Ujlaki | Laugardalsvöllur, Reykjavik Toeschouwers: 8.000 Scheidsrechter: Bobby Davidson (SCO) |

|                                                                          |                                           |       | |                                                                                      |
| 4 september WK 1958 kwalificatie № 21 «onderlinge duels» 18:30 uur (UTC) | IJsland                                   | 2 – 5 | België                                                                                                   | Laugardalsvöllur, Reykjavik Toeschouwers: 7.000 Scheidsrechter: Bobby Davidson (SCO) |
| 4 september WK 1958 kwalificatie № 21 «onderlinge duels» 18:30 uur (UTC) | Ríkharður Jónsson 1' Þórður Þórðarson 65' |       | 9' André Van Herpe 40' Maurice Willems 64' Paul van den Berg 71' Paul van den Berg 89' Paul van den Berg | Laugardalsvöllur, Reykjavik Toeschouwers: 7.000 Scheidsrechter: Bobby Davidson (SCO) |

### 1958
|                                                                       |                                             |       |         |                                                                                      |
| 11 augustus Vriendschappelijk № 22 «onderlinge duels» 20:00 uur (UTC) | IJsland                                     | 2 – 3 | Ierland | Laugardalsvöllur, Reykjavik Toeschouwers: 6.095 Scheidsrechter: Leif Gulliksen (NOR) |
| 11 augustus Vriendschappelijk № 22 «onderlinge duels» 20:00 uur (UTC) | Helgi Björgvinsson 49' Þórður Þórðarson 60' |       | ?       | Laugardalsvöllur, Reykjavik Toeschouwers: 6.095 Scheidsrechter: Leif Gulliksen (NOR) |

### 1959
|                                                                                             |                                      |       |                                                               |                                                                                      |
| 26 juni Olympisch kwalificatietoernooi voetbal 1960 № 23 «onderlinge duels» 20:30 uur (UTC) | IJsland                              | 2 – 4 | Denemarken                                                    | Laugardalsvöllur, Reykjavik Toeschouwers: 11.000 Scheidsrechter: Birger Nilsen (NOR) |
| 26 juni Olympisch kwalificatietoernooi voetbal 1960 № 23 «onderlinge duels» 20:30 uur (UTC) | Sveinn Jónsson 46' Þórólfur Beck 80' |       | 18' Jens Hansen 28' Ole Madsen 50' Jens Hansen 60' Ole Madsen | Laugardalsvöllur, Reykjavik Toeschouwers: 11.000 Scheidsrechter: Birger Nilsen (NOR) |

|                                                                                            |                       |       |           |                                                                                      |
| 7 juli Olympisch kwalificatietoernooi voetbal 1960 № 24 «onderlinge duels» 20:30 uur (UTC) | IJsland               | 1 – 0 | Noorwegen | Laugardalsvöllur, Reykjavik Toeschouwers: 11.000 Scheidsrechter: James Barclay (SCO) |
| 7 juli Olympisch kwalificatietoernooi voetbal 1960 № 24 «onderlinge duels» 20:30 uur (UTC) | Ríkharður Jónsson 88' |       |           | Laugardalsvöllur, Reykjavik Toeschouwers: 11.000 Scheidsrechter: James Barclay (SCO) |

|                                                                                                   |                     |       |                     |                                                                                         |
| 18 augustus Olympisch kwalificatietoernooi voetbal 1960 № 25 «onderlinge duels» 18:00 uur (UTC+1) | Denemarken          | 1 – 1 | IJsland             | Idrætsparken, Kopenhagen Toeschouwers: 26.000 Scheidsrechter: Andries van Leeuwen (NED) |
| 18 augustus Olympisch kwalificatietoernooi voetbal 1960 № 25 «onderlinge duels» 18:00 uur (UTC+1) | Henning Enoksen 82' |       | 29' Sveinn Teitsson | Idrætsparken, Kopenhagen Toeschouwers: 26.000 Scheidsrechter: Andries van Leeuwen (NED) |

|                                                                                                   |                                      |       |                  |                                                                             |
| 21 augustus Olympisch kwalificatietoernooi voetbal 1960 № 26 «onderlinge duels» 18:00 uur (UTC+1) | Noorwegen                            | 2 – 1 | IJsland          | Ullevaalstadion, Oslo Toeschouwers: 23.150 Scheidsrechter: Johan Alho (FIN) |
| 21 augustus Olympisch kwalificatietoernooi voetbal 1960 № 26 «onderlinge duels» 18:00 uur (UTC+1) | Rolf Backe 39' Kjell Kristiansen 52' |       | 74' Örn Steinsen | Ullevaalstadion, Oslo Toeschouwers: 23.150 Scheidsrechter: Johan Alho (FIN) |

KSÍ · A-internationals · Bondscoaches · Statistieken · IJslands vrouwenelftal · Olympisch elftal · IJsland U21 · IJsland U20 · IJsland U19 · IJsland U18 · IJsland U17 · IJsland U16 · Vrouwen U17
1946 – 1949 · 1950 – 1959 · 1960 – 1969 · 1970 – 1979 · 1980 – 1989 · 1990 – 1999 · 2000 – 2009 · 2010 – 2019 · 2020 − 2029
EK 2016
WK 2018
1946 · 1947 · 1948 · 1949 · 1950 · 1951 · 1952 · 1953 · 1954 · 1955 · 1956 · 1957 · 1958 · 1959 · 1960 · 1961 · 1962 · 1963 · 1964 · 1965 · 1966 · 1967 · 1968 · 1969 · 1970 · 1971 · 1972 · 1973 · 1974 · 1975 · 1976 · 1977 · 1978 · 1979 · 1980 · 1981 · 1982 · 1983 · 1984 · 1985 · 1986 · 1987 · 1988 · 1989 · 1990 · 1991 · 1992 · 1993 · 1994 · 1995 · 1996 · 1997 · 1998 · 1999 · 2000 · 2001 · 2002 · 2003 · 2004 · 2005 · 2006 · 2007 · 2008 · 2009 · 2010 · 2011 · 2012 · 2013 · 2014 · 2015 · 2016 · 2017 · 2018 · 2019 · 2020 · 2021 · 2022 · 2023 · 2024
Albanië ·
Andorra ·
Argentinië ·
Armenië ·
Azerbeidzjan ·
Bahrein ·
België ·
Bermuda ·
Bolivia ·
Bosnië en Herzegovina ·
Brazilië ·
Bulgarije ·
Canada ·
Chili ·
China ·
Cyprus ·
Denemarken ·
DDR ·
Duitsland ·
El Salvador ·
Engeland ·
Estland ·
Faeröer ·
Finland ·
Frankrijk ·
Georgië ·
Ghana ·
Griekenland ·
Guatemala ·
Honduras ·
Hongarije ·
Ierland ·
India ·
Iran ·
Israël ·
Italië ·
Japan ·
Kazachstan ·
Koeweit ·
Kosovo ·
Kroatië ·
Letland ·
Liechtenstein ·
Litouwen ·
Luxemburg ·
Malta ·
Mexico ·
Moldavië ·
Montenegro ·
Nederland ·
Nigeria ·
Noord-Ierland ·
Noord-Macedonië ·
Noorwegen ·
Oeganda ·
Oekraïne ·
Oostenrijk ·
Peru · 
Polen ·
Portugal ·
Qatar ·
Roemenië ·
Rusland ·
San Marino ·
Saoedi-Arabië ·
Schotland ·
Slovenië ·
Slowakije ·
Sovjet-Unie ·
Spanje ·
Trinidad en Tobago ·
Tsjechië ·
Tsjecho-Slowakije ·
Tunesië ·
Turkije ·
Venezuela ·
Verenigde Arabische Emiraten ·
Verenigde Staten ·
Wales ·
Wit-Rusland ·
Zuid-Afrika ·
Zuid-Korea ·
Zweden ·
Zwitserland
Argentinië (2018) ·
Engeland (2016) · 
Hongarije (2016) ·
Kroatië (2018) ·
Nigeria (2018) · 
Portugal (2016)
UEFA: Albanië · België · Bulgarije · Denemarken · West-Duitsland · Duitse Democratische Republiek · Engeland · Finland · Frankrijk · Griekenland · Hongarije · Ierland · IJsland · Italië · Joegoslavië · Kroatië · Luxemburg · Malta · Nederland · Noord-Ierland · Noorwegen · Oostenrijk · Polen · Portugal · Roemenië · Saarland · Schotland · Sovjet-Unie · Spanje · Tsjecho-Slowakije · Turkije · Wales · Zweden · Zwitserland

AFC: Israël